# Victor Kristiansen
Victor Bernth Flesner Kristiansen (Kopenhagen, 16 december 2002) is een Deens voetballer die doorgaans speelt als linksback. In januari 2023 verruilde hij FC Kopenhagen voor Leicester City. Kristiansen maakte in 2023 zijn debuut in het Deens voetbalelftal.

## Clubcarrière
Kristiansen doorliep de jeugdopleiding van FC Kopenhagen en maakte bij die club ook zijn professionele debuut. Dit gebeurde op 29 november 2020 in de strijd om de Superligaen, waarin met 1–3 gewonnen werd van SønderjyskE. Mohamed Daramy, Zeca en Rasmus Falk scoorden voor Kopenhagen en de tegentreffer kwam van Alexander Bah. Kristiansen mocht van coach Jess Thorup in de blessuretijd van de tweede helft invallen voor Bryan Oviedo. In het seizoen 2021/22 kroonde de linksback zich met FC Kopenhagen tot Deens landskampioen. Zijn eerste doelpunt maakte hij op 13 november 2022, op bezoek bij Aarhus GF. Na een openingstreffer van Lukas Lerager zorgde Kristiansen in de blessuretijd van de tweede helft voor de 0–2.
In januari 2023 maakte Kristiansen voor een bedrag van circa veertien miljoen euro de overstap naar het in de Premier League uitkomende Leicester City, waar hij zijn handtekening zette onder een verbintenis voor de duur van vijfenhalf jaar. De overgang van de vleugelverdediger werd de duurste uitgaande transfer uit de geschiedenis van de Superligaen. Voor de Engelse club speelde hij twaalf competitiewedstrijden en hierin kon hij zijn team niet behoeden voor degradatie naar het Championship. Kristiansen kwam het seizoen erop niet in actie op dat niveau, want hij werd op huurbasis gehaald door Bologna. De Italiaanse club verkreeg tevens een optie tot koop op de Deen. Gedurende het seizoen 2023/24 kwam hij in tweeëndertig van de achtendertig competitieduels in actie en hij hielp Bologna zich voor het eerst in de clubgeschiedenis te plaatsen voor de UEFA Champions League. Na zijn terugkeer bij het naar de Premier League teruggekeerde Leicester kreeg Kristiansen weer overwegend een basisplaats. De club degradeerde in het seizoen 2024/25 opnieuw.

## Clubstatistieken
| Seizoen | Club           | Competitie     | Competitie | Competitie | Beker | Beker | Internationaal | Internationaal | Totaal | Totaal |
| Seizoen | Club           | Competitie     | Wed.       | Dlp.       | Wed.  | Dlp.  | Wed.           | Dlp.           | Wed.   | Dlp.   |
| ------- | -------------- | -------------- | ---------- | ---------- | ----- | ----- | -------------- | -------------- | ------ | ------ |
| 2020/21 | FC Kopenhagen  | Superligaen    | 15         | 0          | 0     | 0     | 0              | 0              | 15     | 0      |
| 2021/22 | FC Kopenhagen  | Superligaen    | 21         | 0          | 1     | 0     | 11             | 0              | 33     | 0      |
| 2022/23 | FC Kopenhagen  | Superligaen    | 15         | 1          | 1     | 0     | 8              | 0              | 24     | 1      |
| 2022/23 | Leicester City | Premier League | 12         | 0          | 2     | 0     | —              | —              | 14     | 0      |
| 2023/24 | → Bologna      | Serie A        | 32         | 0          | 2     | 0     | —              | —              | 34     | 0      |
| 2024/25 | Leicester City | Premier League | 30         | 0          | 1     | 0     | —              | —              | 31     | 0      |
| Totaal  | Totaal         | Totaal         | 125        | 1          | 7     | 0     | 19             | 0              | 151    | 1      |

Bijgewerkt op 24 juni 2025.

## Interlandcarrière
Kristiansen maakte zijn debuut in het Deens voetbalelftal op 19 juni 2023, toen in het Stožicestadion een EK 2024-kwalificatiewedstrijd gespeeld werd tegen Slovenië. Dat land kwam via Andraž Šporar op voorsprong, waarna het door een doelpunt van Rasmus Højlund 1–1 werd. Kristiansen moest van bondscoach Kasper Hjulmand op de reservebank beginnen en hij viel zes minuten voor het einde van de reguliere speeltijd in voor Jens Stryger Larsen.
Hjulmand nam Kristiansen in mei 2024 op in de selectie van Denemarken voor het EK 2024 in Duitsland. Denemarken overleefde de groepsfase na gelijke spelen tegen Slovenië, Engeland (tweemaal 1–1) en Servië (0–0), waarna Duitsland in de achtste finale met 2–0 te sterk was. Kristiansen speelde in alle vier wedstrijden mee. Zijn toenmalige clubgenoten Remo Freuler, Dan Ndoye, Michel Aebischer (allen Zwitserland), Riccardo Calafiori (Italië), Łukasz Skorupski, Kacper Urbański (beiden Polen), Joshua Zirkzee (Nederland) en Stefan Posch (Oostenrijk) waren ook actief op het EK.
| Interlands van Victor Kristiansen voor Denemarken | Interlands van Victor Kristiansen voor Denemarken | Interlands van Victor Kristiansen voor Denemarken | Interlands van Victor Kristiansen voor Denemarken | Interlands van Victor Kristiansen voor Denemarken | Interlands van Victor Kristiansen voor Denemarken | Interlands van Victor Kristiansen voor Denemarken |
| №                                                 | Datum                                             | Wedstrijd                                         | Uitslag                                           | Competitie                                        | Goals                                             |                                                   |
| Als speler bij Leicester City                     | Als speler bij Leicester City                     | Als speler bij Leicester City                     | Als speler bij Leicester City                     | Als speler bij Leicester City                     | Als speler bij Leicester City                     | Als speler bij Leicester City                     |
| ------------------------------------------------- | ------------------------------------------------- | ------------------------------------------------- | ------------------------------------------------- | ------------------------------------------------- | ------------------------------------------------- | ------------------------------------------------- |
| 1                                                 | 19 juni 2023                                      | Slovenië – Denemarken                             | 1 – 1                                             | EK 2024 kwalificatie                              |                                                   |                                                   |
| Als speler bij Bologna                            |                                                   |                                                   |                                                   |                                                   |                                                   |                                                   |
| 2                                                 | 10 september 2023                                 | Finland – Denemarken                              | 0 – 1                                             | EK 2024 kwalificatie                              |                                                   |                                                   |
| 3                                                 | 17 november 2023                                  | Denemarken – Slovenië                             | 2 – 1                                             | EK 2024 kwalificatie                              |                                                   |                                                   |
| 4                                                 | 20 november 2023                                  | Noord-Ierland – Denemarken                        | 2 – 0                                             | EK 2024 kwalificatie                              |                                                   |                                                   |
| 5                                                 | 23 maart 2024                                     | Denemarken – Zwitserland                          | 0 – 0                                             | Vriendschappelijk                                 |                                                   |                                                   |
| 6                                                 | 26 maart 2024                                     | Denemarken – Faeröer                              | 2 – 0                                             | Vriendschappelijk                                 |                                                   |                                                   |
| 7                                                 | 5 juni 2024                                       | Denemarken – Zweden                               | 2 – 1                                             | Vriendschappelijk                                 |                                                   |                                                   |
| 8                                                 | 8 juni 2024                                       | Denemarken – Noorwegen                            | 3 – 1                                             | Vriendschappelijk                                 |                                                   |                                                   |
| 9                                                 | 16 juni 2024                                      | Slovenië – Denemarken                             | 1 – 1                                             | EK 2024                                           |                                                   |                                                   |
| 10                                                | 20 juni 2024                                      | Denemarken – Engeland                             | 1 – 1                                             | EK 2024                                           |                                                   |                                                   |
| 11                                                | 25 juni 2024                                      | Denemarken – Servië                               | 0 – 0                                             | EK 2024                                           |                                                   |                                                   |
| 12                                                | 29 juni 2024                                      | Duitsland – Denemarken                            | 2 – 0                                             | EK 2024                                           |                                                   |                                                   |
| Als speler bij Leicester City                     |                                                   |                                                   |                                                   |                                                   |                                                   |                                                   |
| 13                                                | 5 september 2024                                  | Denemarken – Zwitserland                          | 2 – 0                                             | Nations League 2024/25                            |                                                   |                                                   |
| 14                                                | 8 september 2024                                  | Denemarken – Servië                               | 2 – 0                                             | Nations League 2024/25                            |                                                   |                                                   |
| 15                                                | 12 oktober 2024                                   | Spanje – Denemarken                               | 1 – 0                                             | Nations League 2024/25                            |                                                   |                                                   |
| 16                                                | 15 november 2024                                  | Denemarken – Spanje                               | 1 – 2                                             | Nations League 2024/25                            |                                                   |                                                   |
| 17                                                | 18 november 2024                                  | Servië – Denemarken                               | 0 – 0                                             | Nations League 2024/25                            |                                                   |                                                   |
| 18                                                | 23 maart 2025                                     | Portugal – Denemarken                             | 5 – 2                                             | Nations League 2024/25                            |                                                   |                                                   |

Bijgewerkt op 24 juni 2025.

## Erelijst
| Superligaen | 1 | 2021/22 |